# God Module
God Module — Музыкальная группа из США, основанная в Орландо, Флорида в 1999 году и перебравшаяся в 2006 году в Вашингтон. Группа записывается на Metropolis Records в США и на Out of Line Music в Германии. Основателями God Module являются Джейсин Бангерт (Jasyn Bangert) и Эндрю Рамирес (Andrew Ramirez). На данный момент группа состоит из трех участников: Джейсин Бангерт, его жена Кортни Бангерт, и Клинт Карни. В некоторых местах группа известна как «God Mod».
God Module — dark electro-проект из Флориды (США), ведомый человеком по имени Jasyn Bangert. Вдохновляемый как стилями электронной, так и традиционной музыки, в своем творчестве он комбинирует EBM, Techno, Darkwave, Goth и Synthpop. Недремлющие критики тут же определили стиль God Module, как органичную смесь заводного EBM с яркой мелодикой futurepop.
Inception Records выпустили первый диск God Module (‘Artificial’) в Северной Америке, а в Европе ими занялся могучий картель Trisol/Matrix Cube. Первый же альбом нового проекта, благодаря современным средствам коммуникации, получил массу положительных откликов во всем мире. Многие треки с ‘Artificial’ появилось на всевозможных dark electro-сборниках (в том числе на компиляциях печатного флагмана goth-культуры журнала Orkus). Незамедлительно последовал релиз мини-альбома ‘Perception’ EP, продолжившего экспансию God Module на музыкальный рынок. Также Jasyn развил активную деятельность на поле ремикширования, занявшись треками The Azoic, Mnemonic, Assemblage 23, Lights Of Euphoria, Hocico и многих других известных артистов сцены. Все это подготовило почву для решающего удара, которым должен был стать второй альбом.
За реализацию новой работы God Module взялся молодой американский лейбл Sector 9 Studios, в Германии же диск увидел свет на Out Of Line. Стоит заметить, что на этот момент в составе God Module уже числились давние соратники лидера, Courtney Tittiger и Byron C. Miller, игравшие большую роль в живых выступлениях проекта. ‘Empath’, второй долгожданный кусок пластмассы, полностью оправдал все возложенные на него надежды — музыка God Module штурмом взяла танцполы по обе стороны Атлантики! Посыпались гастрольные предложения, которые были благосклонно приняты, в результате чего в 2003 году ребята отыграли в Амстердаме, на фестивале GothAM, на крупнейшем немецком мероприятии Wave Gothic Treffen, а также стали хэдлайнером субботнего вечера на трехдневном фестивале Infest, проводящемся в Великобритании.
Вернувшись из успешного североамериканского тура God Module без паузы приступили к записи альбома. Релиз нового альбома ‘Viscera’ осуществили Out Of Line и Metropolis Records в США. В альбом вошли 11 новых треков, звучащих в традиционном духе мощной и мелодичной смеси стилей EBM, techno, darkwave и synthpop, а также кавер The Cure «A Night Like This».
Бывший участник проекта God Module Байрон Миллер снял фильм, называющийся ‘Ночь’, музыку к которому создавали кроме God Module ещё и Grendel, Blutengel, Hocico, Negative Format, Parallel Project, System Syn и CombiChrist.

## Дискография
- Artificial (1999)
- Empath (2003)
- Perception (2004)
- Artificial 2.0 (2004)
- Victims Among Friends (EP) (2004)
- Viscera (2005)
- Let’s Go Dark (2007)
- The Magic In My Heart Is Dead (EP) (2010)
- Rituals (Single) (2011)
- Séance (2011)
- Rare And Resurrected (2011)
- Doppelganger (WebEP) (2012)
- Empath 2.0 (2013)
- False Face (2014)
- Prophecy (2015)